# Запорожский автобус
Запорожский автобус — сеть городских автобусных маршрутов города Запорожья. В 2008 году в Запорожье было 112 маршрутов автобусов и маршрутных такси и 1198 автобусов разного класса. Протяженность автобусных маршрутов от 10 до 55 километров.
Сеть внешних автодорог обеспечивает связи с ключевыми городами Украины — Киевом, Днепром, Одессой, Харьковом, Полтавой, областями Украины, с Черноморским и Азовским побережьями. Внегородские автобусные перевозки пассажиров осуществляются с трех автостанций.

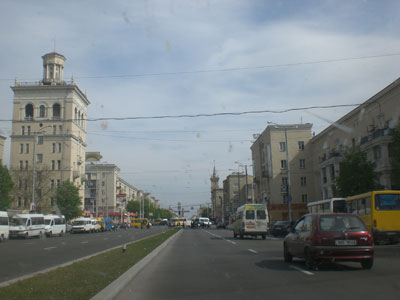
Микроавтобусы на центральном проспекте Запорожья

## История
Первый автобусный маршрут был открыт в 1932 году.
По словам начальника отдела автотехинспекции горГАИ Владимира Грянистого, в марте 2010 г. на запорожские маршруты выходило около двух тысяч автобусов малой вместимости.
В начале 2017 года большинство перевозок осуществляли маршрутные такси. На сессии горсовета принята «Программа развития и совершенствования городского пассажирского транспорта в городе Запорожье на 2017—2019 годы». Согласно которой, приоритет отдается автобусам классов I, II (средней и большой вместимости) для маршрутов, проходящих через центральные части города.

## Маршруты
В августе 2018 года в реестр городских автобусных маршрутов внесены изменения. Некоторые маршруты поменяли привычные названия остановочных пунктов.
| №   | Начальный пункт                             | Конечный пункт                                                 | Тип       |
| --- | ------------------------------------------- | -------------------------------------------------------------- | --------- |
| 1   | улица Базарная                              | Опытная станция                                                | Маршрутка |
| 2   | улица Базарная                              | ст. Передаточная                                               | Маршрутка |
| 4   | Аэропорт                                    | проспект Металлургов                                           | Маршрутка |
| 5   | улица Олимпийская                           | Автострада (улица Магистральная)                               | Маршрутка |
| 5А  | улица Олимпийская                           | Автострада (улица Магистральная)                               | Маршрутка |
| 6   | Областная библиотека                        | улица Авраменко                                                | Маршрутка |
| 7   | улица Базарная                              | улица Техническая                                              | Маршрутка |
| 9   | улица Олимпийская                           | 3-й Шевченковский микрорайон (ул. Маковского)                  | Маршрутка |
| 10  | Улица Диагональная                          | 3-й Хортицкий микрорайон                                       | Маршрутка |
| 11  | улица Арочная                               | улица Покровская                                               | Маршрутка |
| 12  | поселок Строителей                          | Гортоп                                                         | Маршрутка |
| 13  | пл. Университетская                         | Станция Запорожье-Левое                                        | Маршрутка |
| 14  | улица Историческая (Павло-Кичкас)           | 5-я городская больница                                         | Маршрутка |
| 15  | улица Песчаная                              | Бородинский рынок                                              | Маршрутка |
| 16  | проспект Металлургов                        | улица Енисейская                                               | Маршрутка |
| 17  | Осипенковский микрорайон (Арматурный завод) | Вокзал Запорожье I                                             | Автобус   |
| 18  | Бородинский микрорайон                      | 4-й Южный микрорайон                                           | Автобус   |
| 19  | Речной порт                                 | Комбинат «Запорожсталь»                                        | Маршрутка |
| 20  | Областная больница                          | 4-й Южный микрорайон                                           | Маршрутка |
| 21  | Великий Луг                                 | проспект Металлургов                                           | Маршрутка |
| 22  | Речной вокзал                               | Мокрянский каменный карьер (МКК)                               | Маршрутка |
| 23  | ТЦ «Эпицентр», ТЦ «Ашан»                    | 3-й Шевченковский микрорайон                                   | Маршрутка |
| 24  | Вокзал Запорожье II                         | улица Богдана Завады (3-й Шевченковский микрорайон)            | Маршрутка |
| 25  | Гортоп                                      | улица Червонополянская (школа-интернат № 6 «Джерело»)          | Маршрутка |
| 26  | Станция Запорожье-Левое                     | проспект Металлургов                                           | Маршрутка |
| 27  | Вокзал Запорожье I                          | Городская больница № 7                                         | Маршрутка |
| 30  | ДК «ЗАлК»                                   | пос. Садоводов                                                 | Маршрутка |
| 31  | ТЦ «Эпицентр», ТЦ «Ашан»                    | Симферопольское шоссе                                          | Маршрутка |
| 32  | Гортоп                                      | Вторчермет (Матвеевское кладбище)                              | Маршрутка |
| 33  | Вокзал Запорожье II                         | улица Николая Ласточкина                                       | Маршрутка |
| 34  | Фильтровая станция                          | ДК «Запорожогнеупор»                                           | Маршрутка |
| 34А | Станция «Фильтровая»                        | ОАО «Запорожогнеупор»                                          | Маршрутка |
| 35  | улица Олимпийская                           | Аэропорт                                                       | Маршрутка |
| 36  | Улица Диагональная                          | завод «Спутник»                                                | Маршрутка |
| 37  | Аэропорт                                    | 4-й Южный микрорайон                                           | Маршрутка |
| 38  | ДК «ЗАлК»                                   | Улица Рубана                                                   | Автобус   |
| 39  | Никопольский поворот                        | Вокзал Запорожье II                                            | Автобус   |
| 40  | Областная больница                          | Речной порт                                                    | Маршрутка |
| 40А | Речной порт                                 | Областная больница                                             | Маршрутка |
| 41  | Рынок Заводского района                     | Кольцевая                                                      | Маршрутка |
| 42  | 3-й Южный микрорайон                        | улица Игоря Сикорского (3-й Шевченковский микрорайон)          | Маршрутка |
| 44  | Тепличный комбинат                          | Вокзал Запорожье I                                             | Маршрутка |
| 44А | Тепличный комбинат                          | проспект Металлургов                                           | Маршрутка |
| 45  | ДК «ЗАлК»                                   | Хортицкий микрорайон (Диспетчерская)                           | Маршрутка |
| 46  | улица Песчаная                              | улица Олимпийская                                              | Маршрутка |
| 47  | улица Рустави                               | улица Розенталь                                                | Маршрутка |
| 49  | Бородинский рынок                           | Хортицкий микрорайон (Мебельный магазин)                       | Маршрутка |
| 50  | проспект Металлургов                        | Музей истории Запорожского козачества — Заводоуправление «ЗТЗ» | Маршрутка |
| 51  | Станция Запорожье-Левое                     | улица Республиканская (Павло-Кичкас)                           | Маршрутка |
| 53  | ТЦ «Эпицентр», ТЦ «Ашан»                    | улица Богдана Завады (3-й Шевченковский микрорайон)            | Маршрутка |
| 54  | ТЦ «Эпицентр», ТЦ «Ашан»                    | улица Историческая (Павло-Кичкас)                              | Маршрутка |
| 55  | улица Рубана (Хортицкий микрорайон)         | Вокзал Запорожье I                                             | Маршрутка |
| 56  | Центральная проходная «Мотор Сич»           | Комбинат «Запорожсталь»                                        | Маршрутка |
| 57  | Гортоп                                      | Комбинат «Запорожсталь»                                        | Маршрутка |
| 58  | ДК «ЗАЛК»                                   | улица Маршала Судца (15-й Хортицкий микрорайон)                | Маршрутка |
| 59  | Набережная                                  | улица Чумаченко                                                | Автобус   |
| 60  | Гортоп                                      | улица Авраменко                                                | Маршрутка |
| 61  | 4-й Южный микрорайон                        | Осипенковский микрорайон (Арматурный завод)                    | Маршрутка |
| 62  | 4-й Южный микрорайон                        | ДК «ЗАлК»                                                      | Маршрутка |
| 63  | Бородинский микрорайон                      | улица Европейская                                              | Маршрутка |
| 63А | ДК «ЗАлК»                                   | улица Европейская                                              | Маршрутка |
| 64  | Гортоп                                      | Улица Богдана Завады (3-й Шевченковский микрорайон)            | Маршрутка |
| 65  | Бородинский микрорайон                      | проспект Металлургов                                           | Маршрутка |
| 66  | улица Рустави                               | Хортицкий микрорайон (Диспетчерская)                           | Маршрутка |
| 67  | 3-й Южный микрорайон                        | Осипенковский микрорайон (Запорожский дуб)                     | Маршрутка |
| 69  | площадь Запорожская                         | переулок Цветочный                                             | Маршрутка |
| 70  | улица Лермонтова (ТЦ «Амстор»)              | ДК «Запорожогнеупор»                                           | Маршрутка |
| 72  | Бородинский рынок                           | улица Пархоменко (2-й Шевченковский микрорайон)                | Автобус   |
| 73  | Набережная                                  | ЗТМК                                                           | Маршрутка |
| 74  | 4-й Южный микрорайон                        | Станция Запорожье-Левое                                        | Маршрутка |
| 75  | 4-й Южный микрорайон                        | Верхняя Хортица (улица Героев 37-го батальйона)                | Маршрутка |
| 76  | улица Европейская                           | улица Розенталь                                                | Маршрутка |
| 80  | Речной порт                                 | ТЦ «Метро»                                                     | Маршрутка |
| 81  | 4-й Южный микрорайон                        | Бородинський микрорайон (улица Товарищеская)                   | Маршрутка |
| 82  | проспект Металлургов                        | Осипенковский микрорайон (Арматурный завод)                    | Маршрутка |
| 83  | Набережная                                  | Клуб                                                           | Маршрутка |
| 84  | Вокзал Запорожье I                          | Бородинский микрорайон (улица Товарищеская)                    | Маршрутка |
| 85  | Набережная                                  | улица Европейская                                              | Маршрутка |
| 87  | проспект Металлургов                        | 15-й Хортицкий микрорайон (улица Рубана)                       | Маршрутка |
| 88  | 3-й Южный микрорайон                        | Бородинский микрорайон (улица Товарищеская)                    | Маршрутка |
| 89  | Речной порт                                 | улица Богдана Завады (3-й Шевченковский микрорайон)            | Маршрутка |
| 90  | ДК «ЗАлК»                                   | улица Седова                                                   | Маршрутка |
| 91  | ДК «ЗАлК»                                   | поселок Овощеводов (о. Хортица)                                | Маршрутка |
| 92  | ДК «ЗАлК»                                   | кладбище Святого Николая                                       | Маршрутка |
| 93  | улица Песчаная                              | ТЦ «Эпицентр»                                                  | Маршрутка |
| 94  | Симферопольское шоссе                       | улица Богдана Завады (3-й Шевченковский микрорайон)            | Автобус   |
| 95  | Бородинский микрорайон (улица Товарищеская) | Осипенковский микрорайон (Арматурный завод)                    | Маршрутка |
| 96  | Комбинат «Запорожсталь»                     | Никопольский поворот                                           | Маршрутка |
| 98  | Аэропорт                                    | 3-й Южный микрорайон                                           | Автобус   |
| 99  | Набережная                                  | 4-й Южный микрорайон                                           | Маршрутка |

## Перевозчики
Пассажирские перевозки на городских автобусных маршрутах в городе Запорожье осуществляют 23 предприятия разных форм собственности.

## Оплата проезда
Проезд оплачивается водителю при входе в автобус. С 10 марта 2025 стоимость проезда составляет 15 грн. Самые низкие тарифы действуют на маршрутах КП «Запорожэлектротранс» (№ 17, 18, 29, 34А, 38, 39, 56, 59, 72, 86, 94, 98) — 15 грн.
С 1 сентября 2017 года решением исполнительного комитета Запорожского городского совета водители общественного транспорта обязаны обеспечивать проезд учеников общеобразовательных школ со скидкой в размере 50 %. Данная льгота для школьников распространяется в период учебного года с понедельника по пятницу.